# Théâtre Beaumarchais

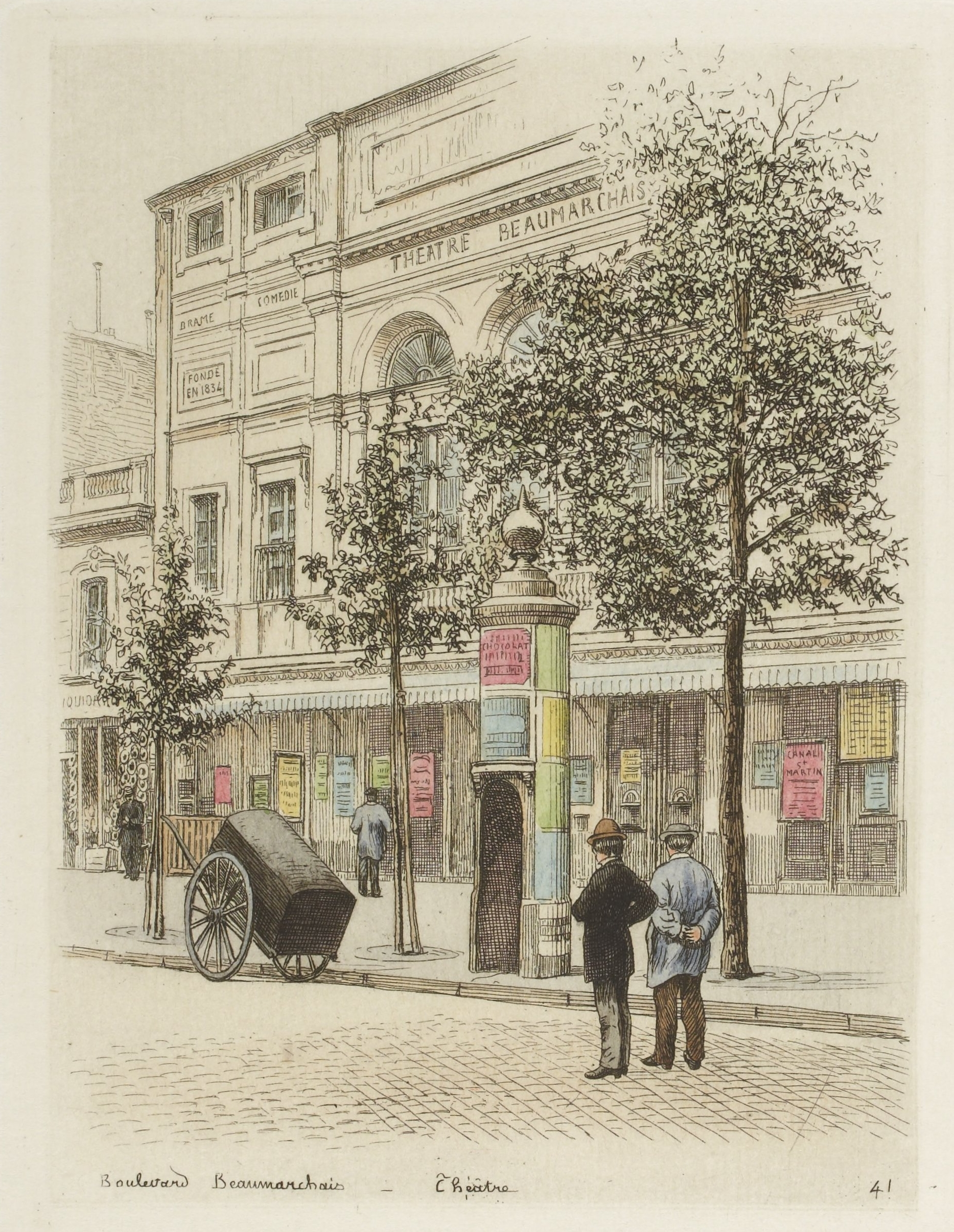
Das Théâtre Beaumarchais im Jahr 1877

Das Théâtre Beaumarchais war ein Theater am Boulevard Beaumarchais, im 4. Arrondissement in Paris.

## Geschichte
Im Jahr 1825 gründeten die Vaudevillisten Anténor Joly und Ferdinand de Villeneuve an der Rue Saint-Antoine, die später in Boulevard Beaumarchais umbenannt wurde, ein Theater in Sichtweite der Bastille, neben der die, heute nicht mehr existierende, Porte Saint-Antoine lag. So gaben sie dem Haus den Namen Théâtre de la Porte-Saint-Antoine. Es wurden erfolgreich Vaudevilles und Féries gegeben.
Nestor Roqueplan war 1835 Gründungsdirektor des neuen Hauses am Boulevard Beaumarchais 25, noch mit dem Namen Théâtre de la Porte-Saint-Antoine, an dessen Stelle, bis zum endgültigen Abbruch, das Theater bestehen sollte.
1842 übernahm der Komödiant Alphonse Geniez das Haus und gab ihm erstmals den Namen Théâtre Beaumarchais.
Von 1842 bis 1849 hieß das Haus offiziell Opéra-Bouffe Français, lief aber nach wie vor unter Beaumarchais. Der nächste Betreiber benannte das Theater dann in Théâtre Fantasies-Parisienne um.
Das Haus hatte das gesamte Jahr 1855 wegen Renovierungsarbeiten geschlossen.
Im Jahr 1864 wurde der Saal abgebrochen, um einen größeren und praktischeren Veranstaltungsort zu schaffen, aber auch um sich dem aktuellen Zeitgeschmack anzupassen.
Erst 1878 sollte der letzte Namenswechsel, wiederum in Théâtre Beaumarchais, erfolgen. Es folgte im Jahr 1888 eine letzte Renovierung, bis das Gebäude 1894 abgerissen und an seiner Stelle ein Wohnhaus erbaut wurde.
Bekannte Autoren wurden am Théâtre-Beaumarchais aufgeführt, das deshalb auch durchaus erfolgreich war. Unter anderem schrieben Henry de Kock, Eugene Grangé, Paul Foucher und Edouard-Louis-Alexandre Brisebarre für das Theater.